# Les Barraques (la Pedra)
Les Barraques és una masia del poble de la Pedra, al municipi de la Coma i la Pedra, a la Vall de Lord (Solsonès).
La primera referència documental que se n'ha trobat d'ella data del Segle XVIII amb la mateixa denominació que l'actual